# ドリアン・ロロブリジーダ
ドリアン・ロロブリジーダ（1984年12月24日 - ）は、日本のドラァグクイーン。東京都出身。早稲田大学法学部中退。
2006年12月、ドラァグクイーンデビュー。新宿二丁目発のディーヴァユニット「八方不美人」、“好きな歌を好きな場所でただただ歌う”というコンセプトの二人組歌謡ユニット「ふたりのビッグショー」のメンバーとして活動。
2024年4月1日から、NHKラジオ第1放送『まんまる』月曜レギュラー出演中。

## 来歴
大学在学中の2006年12月に開催された「若手女装グランプリ」初出場にして優勝、ドラァグクイーンデビューを飾る。一般企業での会社員生活を経て、現在はエンターテインメントの仕事を本業としている。その活動は数々のイベント、アーティストのコンサート、PV、ファッションショー、CMなど多岐にわたる。ドラァグクイーン姿でない男性シンガー「マサキ」としても、定期的にライブ活動を行っている。

## 生い立ち
父親は会社員、母は専業主婦という一般的な家庭の三男として誕生。江東区木場で3歳まで育ち、父の仕事の都合で調布市に引っ越す。小学生時分におネエ言葉や女っぽいしぐさをしていたことでオカマとからかわれたが気にも留めなかった。ただ、自分のせいで兄が「オカマの兄貴」と友人に揶揄されていると母親から聞き、「兄貴は気の毒だった」と述懐している。小学生の3年間を香港で過ごした帰国子女である。
中高一貫校の桐光学園に進学。部活動は中高とも吹奏楽部に所属し、テナーサックスを担当。また、学生指揮者も務めた。
14歳の時に、家にパソコンが来てインターネットにアクセスできるようになった。興味本位で「ゲイ」等の言葉を検索し、ゲイコミュニティの掲示板にアクセスするようになり、知識や経験を得た。その時点ではサブカルチャーの一環として同級生が知らないアングラな大人の世界を知った位の気持ちであった。
高校3年生の時に、掲示板で知り合った近くに住むゲイのグループと懇意になった。毎週ファミレスでおしゃべりしているうちに、グループ内の5歳上の男性に恋心を抱き、自分の性的指向が男性であると気づく。これまでに女性と交際したこともあったが、性的な欲求は全く湧かなかった。
大学受験では、志望校ほぼすべてに合格。偏差値が高い有名大学を卒業したほうが「潰しが利く」と将来のことを考え、早稲田の法学部に入学。在学中に日本有数のゲイ・タウンである新宿二丁目のゲイバーで働き始める。2006年にドラァグクイーンとしてデビュー。仕事も楽しく、また、恋愛や女装にのめり込んだことで学業が疎かになり卒業所要単位が足りず留年、5年目に中退した。新卒扱いで一般企業の化粧品メーカーに就職したが、終業後や休日にドラァグクイーンとして舞台に立つことも継続した。
入社から4年間営業職を経験した後、広報部に配属される。その後、世界的有名なブランド（SABON、リーボック）へ転職、広報部でキャリアを積んだ。営業での度胸と広報でのマーケティングやプレゼンの経験が、ドラァグクイーンとして舞台に立つ際に大いに役立っているという。

## ドラァグクイーンへの道のり
高校3年生の年末、懇意にしているゲイのグループで「女装カラオケ大会」を行った。グループ内にドラァグクイーン経験者がおり、ドラァグクイーン特有のメイクをして登場した。ドリアンはそのメイクの格好良さに衝撃を受け、それ以来LGBTパレードなどに参加する際に女装をするようになった。
2006年12月に新宿二丁目の「渦巻」というイベントで「若手女装グランプリhossy杯」が開催された。以前からの友人だったリル・グランビッチに誘われてドリアンも参加し、初出場でいきなり優勝した。これを機にドラァグクイーンとして本格的に活動を開始した。24歳から4年余り交際した男性が女装嫌いだったため、2年ほどドラァグクイーンを休んでいた時期があるが、それ以外はサラリーマンを続けながらドラァグクイーンとして舞台に立ち続けた。しかし兼業不可能なほど忙しくなってきたため、2020年2月末に会社を退職し、以降ドラァグクイーンに専念。
181cmの長身にプラットフォームが厚く、ヒールが20cmにもなるハイヒールやブーツを履き、大きなヘッドドレスを装着する姿が定番。
座右の銘は「The Show Must Go On（ザ・ショー・マスト・ゴー・オン）」。直訳は「ショーは（何があっても）続けなければならない」。人生を長いステージと捉えて「どんなにしんどくても、へこんでいても必ず幕は上がります。幕が上がったら板（ステージ）に乗らないといけません。ショーを見に来てくださるお客さま、そして自分と関わる全ての人を楽しませたい、喜ばせ続けたいという使命感を持っています。」と述べている。

## 名前の由来
2006年12月に開催された「若手女装グランプリ」に出場するため、急遽ドラァグクイーン名が必要になった。一緒に出場するリル・グランビッチと名前を考え、まずはドリアンが元々好きだったイタリアの大女優「ジーナ・ロロブリジーダ」から「呪文みたいで素敵」という理由で「ロロブリジーダ」を拝借した。その後、リルの「ドリアンなんて良いんじゃない？」の一言で「ドリアン・ロロブリジーダ」という名前が決まった。
当時のドラァグクイーンには和名が多かったため洋風な名前にしたかったこと、見た目にインパクトのある「・」（中黒）の入った長い名前にしたかったこと、当時は果物の名前を付けたドラァグクイーンがあまりいなかったためあえて果物の名前にしたこと、などが理由として挙げられている。また、果物の「ドリアン」は“くさいが一度食べたら癖になる”とも言われ、自身の考える方向性と一致している。また、ドラァグクイーンなのに果物の王様と言われるドリアンの名を持つ、という錯綜した概念も「人を混乱させたい」という信条と一致している。これらも名前の由来として述べられている。

## 人物
性自認は男性、性的指向も男性。好きなタイプは「背が低い方で、ある程度ほっといてくれる方」と述べている。
恋愛遍歴は、18歳の時に16歳年上の34歳の男性と交際。24歳から28歳にかけて4年間交際し、同棲もしていたパートナーがいた。しかし彼は女装嫌いでドリアンがドラァグクイーンをすることに大反対していたため、ドリアンは2年ほどドラァグクイーンの活動を休んだ。
2024年2月28日、トランスジェンダーを公表するネイリストのKILA（キラ）と入籍。

## メディア出演

### テレビ出演
- スクール革命! とっても奥深い!おネエの世界!（2016年2月7日・7月17日・8月7日、日本テレビ）
- V.I.P.「椎名林檎」（2019年6月2日、スペースシャワーTV）
- その他の人に会ってみた（2019年6月29日、TBSテレビ）
- 痛快!明石家電視台（MBS毎日放送）
  - 2019年9月16日
  - 2020年11月30日
  - 2023年2月11日
- Mステ2時間SP（2019年11月22日、テレビ朝日） - VTR出演
- ヒューマニエンス 40億年のたくらみ（NHK-BSプレミアム）
  - 2021年5月13日
  - 2022年8月16日・23日
- This is ME!!（2021年6月27日・7月15日・8月25日・11月28日・12月26日、TOKYO MX）
- ジロジロ有吉（2023年8月5日、TBSテレビ）
- 小峠英二のなんて美だ!（2023年8月22日・29日、TOKYO MX）
- 24時間テレビ メタバース会場「談話室ドリアン in メタバース」（2023年8月25日、中京テレビ）
- 人生、歌がある（BS朝日）
  - 2024年10月12日
  - 2025年2月1日
  - 2025年5月3日
- 千鳥の鬼レンチャン（2024年11月3日、フジテレビ）
- 上田と女が吠える夜（2025年1月29日、日本テレビ）
- 開運!なんでも鑑定団（2025年3月4日、テレビ東京）
- 西洋絵画の見方が変わる！話題の展覧会「どこみる展」スペシャル（2025年4月5日、テレビ東京)
- NHK超越ハピネス（2025年4月18日、Eテレ）

### テレビドラマ
- ドラマ24「きのう何食べた?」第4話（2019年4月26日、テレビ東京） - クラブで踊る客（回想シーンエキストラ）※マサキ名義
- FOLLOWERS（2020年2月27日〈全9話〉 、NetFlix、監督：蜷川実花）
- 土曜ドラマ「Shrink-精神科医ヨワイ-」第3話（2024年9月14日、NHK） - セイコ 役
- フジテレビ火曜9時枠の連続ドラマ「人事の人見」第4話・最終話（2025年4月29日、6月17日、フジテレビ） - 清川雅人 役[9]

### ラジオ
- 今夜も記憶喪失（2019年9月6日、block.fm） - ゲスト
- LOVE RAINBOW TRAIN（2021年4月3日 - 12月25日、TBSラジオ、土曜20時） - パートナーとしてレギュラー出演
  - LOVE RAINBOW TRAIN（2022年1月1日 - 3月26日、TBSラジオ、土曜20時第2部） - パーソナリティ
- 峯岸みなみのやっぱり今日も誉められたい（2021年5月6日・5月13日、TOKYO FM） - ゲスト
- 平原綾香のハラホロシアター（2021年10月6日・13日・20日・27日FM大阪） - ゲスト
- Knock on the Rainbow（2022年10月1日、2024年7月27日、STVラジオ） - ゲスト
- START LINE（2023年2月3日・10日・17日、J-WAVE） - ゲスト
- アフター6ジャンクション（2023年6月21日、TBSラジオ） - ゲスト
- カラフルブーケ（2023年7月16日、文化放送） - ゲスト
- バービーとおしんり研究所(TBSラジオ)
  - 2023年7月18日　- ゲスト
  - 2025年8月5日、12日、19日、26日　- マンスリーゲスト
- まんまる（2024年4月1日 - 、NHKラジオ第1放送、12:30 - 15:55） - 月曜レギュラー出演
- 上柳昌彦 あさぼらけ（2024年11月12日、ニッポン放送） - ゲスト[10]
- J-WAVE TOKYO MORNING RADIO（2024年11月12日、J-WAVE） - ゲスト[11]
- ミッツ・マングローブ のOSAKA・ん！メガミックス（2025年3月6日、MBSラジオ）
- ウエンツ瑛士×甲斐翔真の妄想ミュージカル研究所（2025年4月27日、 NHK-FM） - ゲスト

### 映画
- エゴイスト（2023年2月10日、東京テアトル） - 浩輔の友人 役
- ショートフィルム「ストレンジ」（2023年5月25日、フォトシンス・エンターテイメント） - クマさん（熊田） 役
- シティーハンター（2024年4月25日、Netflix）
- まぜこぜ一座殺人事件〜まつりのあとのあとのまつり〜（2024年10月18日、Get in touch）[12]

### ミュージックビデオ
- MUCC「睡蓮」（2015年6月24日）
- ボンキーズ「いろとりどり」（2016年8月3日）
- Kaya「FABULOUS」（2018年4月1日）
- Lizzo「Truth Hurts」（2020年1月27日） - 日本語版PV
- 松任谷由実「知らないどうし」（2020年10月23日）
- イスラエル楽曲「マイム・マイム」（2021年6月23日） - DJ.オフェル・ニシム（英語版）とのコラボ企画
- ENVii GABRIELLA
  - 「APHRODITE」（2023年4月19日）
  - 「オワッテンネ」（2023年5月24日）

### CM・広告
- ラフォーレ原宿「グランバザール」（2019年1月24日） - 初日イベント
- Schick（2019年3月） - キャンペーンムービー
- 新宿サブナード2017年春（2017年2月 - 5月） - 広告
- Zoff「サングラスコレクション」（2018年4月 - ） - 広告
- OCN「gooポイント」（2021年1月）
- 新宿伊勢丹キャンペーン「ワタシノランウェイ」（2021年3月）
- ビューティーギア「mous.PLUMINUS」（2021年3月） - キャンペーンムービー
- Panasonicリニアシェーバー「ラムダッシュ」（2021年4月）
- パチンコ＆スロット HardRock 仙台一番町店（2021年12月）
- ROCKET株式会社「wiDthlast」（2023年4月） - 広告
- 伊勢丹新宿店 新宿出店90周年 特別企画「新宿90スナップ」（2023年9月20日 - 10月17日） - 広告
- ナイトウェルネスブランドBARTH「#ただいま泥眠中 寝顔写真募集キャンペーン」（2023年10月） - 広告
- 新宿アルタビジョン 新年特別企画 オリジナル動画「2024年 新年メッセージ」（2024年1月1日 - 14日）

### 配信
- 中村中主催「元・少年少女合唱団」『一杯の焼酎』（2020年5月）
- 石岡瑛子について5時間語り尽くす『Encyclopedia of EIKO ISHIOKA』（2021年2月4日）
- ロレアル プロフェッショナル『フューチャーフォーラム2021』（2021年7月13日） - ファシリテーター
- 恋愛リアリティショー「ボーイフレンド」ボーイフレンド（英語版）（2024年7月9日 - 、Netflix） - スタジオMC
- アルコ&ピースのしくじり学園放送室P（2024年9月17日・24日、テレビ朝日ポッドキャスト） ※バラエティ番組「しくじり先生 俺みたいになるな!!」ポッドキャストオリジナルコンテンツ

### 舞台
- まぜこぜ一座公演「月夜のからくりハウス」（2021年3月22日、渋谷区文化総合センター大和田 伝承ホール）
  - 「月夜のからくりハウス 渋谷の巻」（2021年11月17日、渋谷区文化総合センター大和田 伝承ホール）
  - 「月夜のからくりハウス2023『歌雪姫と七人のこびとーず』」（2023年3月5日、渋谷区文化総合センター大和田 伝承ホール）
- リプシンカ 〜ヒールをはいた男!?たち〜（2022年6月17日 - 19日、COOL JAPAN PARK OSAKA TTホール / 6月22日 - 26日、博品館劇場） - レディ・スプラッシュ 役[13]
- DRAG QUEEN×パフォーマンス朗毒劇「QUEEN's HOUSE 『〜あなたの知らないもうひとつの話〜』」（2022年7月8日・9日：大阪 HEP HALL、2023年1月13日・14日：TOKYO FMホール）
- おかやまアーツフェスティバル2024「劇場で出会う文学」〜小川洋子×朗読×音楽〜（2024年10月30日、岡山芸術創造劇場 ハレノワ）
- Nostalgic Cabaret（2025年6月2日～10日、日比谷シアタークリエ）

### ランウェイ
- TOKYO GIRLS COLLECTION by girlswalker.com '15 S/S（2015年2月28日、代々木第一体育館）
- バンタンデザイン研究所卒制展（2017年2月19日）
- ヘアショー「ヤバコレ」（2019年2月16日、Zepp Nagoya）

## イベント出演

### LGBTQイベント・パレード
- 東京レインボープライド
  - 2016（2016年5月7日・8日）
  - 2017（2017年5月7日）
  - 2018（2018年5月5日 - 7日）
  - 2019（2019年4月29日・30日）
  - 2022（2022年4月23日・24日）
  - 2024（2024年4月20日 - 21日）
- さっぽろレインボープライド
  - 2016（2016年10月7日）
  - 2019（2019年9月15日）
  - 2022（2022年9月17日）
  - 2023（2013年9月17日）
  - 2024（2024年9月15日）
- ドラァグクイーン×新宿伊勢丹「新宿まちフェス」2017“PINK FOR ALL！ファッションパレード”（2016年10月14日）
- ピンクドット沖縄 2022（2022年11月20日、パレットくもじ前交通広場）
- ピンクドット沖縄 2024（2024年12月8日、那覇市ぶんかテンブス駅前）
- QUEEN AND QUEEN
  - （2022年3月3日、品川インターシティホール）
  - AFTER HALLOWEEN PARTY（2023年11月5日、BANK30）
  - サマーフェスティバルLGBTQ+YOU（2024年7月27日、RED° TOKYO TOWER）

### 音楽イベント
- SUMMER SONIC （QVCマリンフィールド・幕張メッセ）
  - 2015（2015年8月15日）
  - 2017（2017年8月19日・20日）
  - 2018（2018年8月18日・19日）
  - 2019（2019年8月16日 - 18日）
  - 2022（2022年8月20日・21日）
  - 2023（2023年8月19日・20日）
  - 2024（2024年8月18日）
  - 2025（2025年8月16日・17日）
- Japan Music Summit 2025（2025年1月12日、池袋西口公園野外劇場 グローバルリング）
- WALK INN FES!（桜島多目的広場野外ステージ）
  - 2016（2026年5月22日）
  - 2017（2017年5月20日）
- sottcz
  - （2018年9月29日、難波 ZAZA HOUSE）　
  - （2020年11月28日、新宿 LIVE FREAK）
- 渋谷巴里祭2019（2019年7月10日、TSUTAYA O-WEST）
- あの素晴しい歌をもう一度コンサート2025（2025年9月26日〈予定〉、東京国際フォーラム ホールA）

### その他
- 日本航空「JAL LGBT ALLYチャーター便」スペシャルアテンダント（2019年8月31日） - ピンクドット沖縄2019開催に合わせて運航された特別便に搭乗[14]

## 参加ユニット

### 八方不美人
エスムラルダ、ちあきホイみ、ドリアンのドラァグクイーン3人組によるディーヴァ・ユニット。作詞家の及川眠子、作曲家の中崎英也が全面プロデュースを担っている。

#### ディスコグラフィ

##### シングル（配信）
- 地べたの天使たち（2020年5月29日）
- その日を摘め（2021年4月10日）
- 沼（2021年8月14日）
- そこどいて（2024年4月21日）
- 夜明けの詩（2024年4月21日）
- 野良の拳（2024年4月21日）
- ジーザス！（2024年11月14日）
- けだものだもの (2025年4月23日)

#### ミニアルバム
- 八方不美人（2018年12月）
- 二枚目（2019年7月）
- 三途（2022年6月22日）

#### フルアルバム
- さんすくみ (2025年5月14日)

### ふたりのビッグショー
MASAKI名義で参加。2014年にTADASHIと結成した歌謡ユニット。
昭和歌謡、J-POP、最新曲までジャンルを問わず好きな歌を好きな場所で歌うというコンセプトのもとに活動中。